# Marcillé (település)
Marcillé község Franciaország Új-Aquitania régiójában, Deux-Sèvres megyében. Új községként 2019. január 1-jén jött létre két korábbi község: Saint-Génard és Pouffonds egyesítésével. Lakosainak száma 726 fő (2022. január 1.).

## Népesség
| Lakosok száma | 760  | 753  | 745  | 737  | 728  | 726  |
|               | 2017 | 2018 | 2019 | 2020 | 2021 | 2022 |